# داني رووي (لاعب كرة قدم)
داني رووي (بالإنجليزية: Danny Rowe)‏ هو لاعب كرة قدم بريطاني، ولد في 29 يناير 1989 في بلاكبول في المملكة المتحدة. لعب مع ستوكبورت كونتي.